# Алденхофен
Алденхофен (њем. Aldenhoven) општина је у њемачкој савезној држави Северна Рајна-Вестфалија. Једно је од 15 општинских средишта округа Дирен. Према процјени из 2010. у општини је живјело 14.056 становника. Посједује регионалну шифру (AGS) 5358004.

## Географија
Алденхофен се налази у савезној држави Северна Рајна-Вестфалија у округу Дирен. Општина се налази на надморској висини од 114 метара. Површина општине износи 44,1 km².

## Становништво
У самом мјесту је, према процјени из 2010. године, живјело 14.056 становника. Просјечна густина становништва износи 319 становника/km².

## Међународна сарадња
| Мјесто | Држава    | Врста сарадње | Од    |
| ------ | --------- | ------------- | ----- |
|        | Француска | партнерство   | 1981. |
| Извор  |           |               |       |